# Display

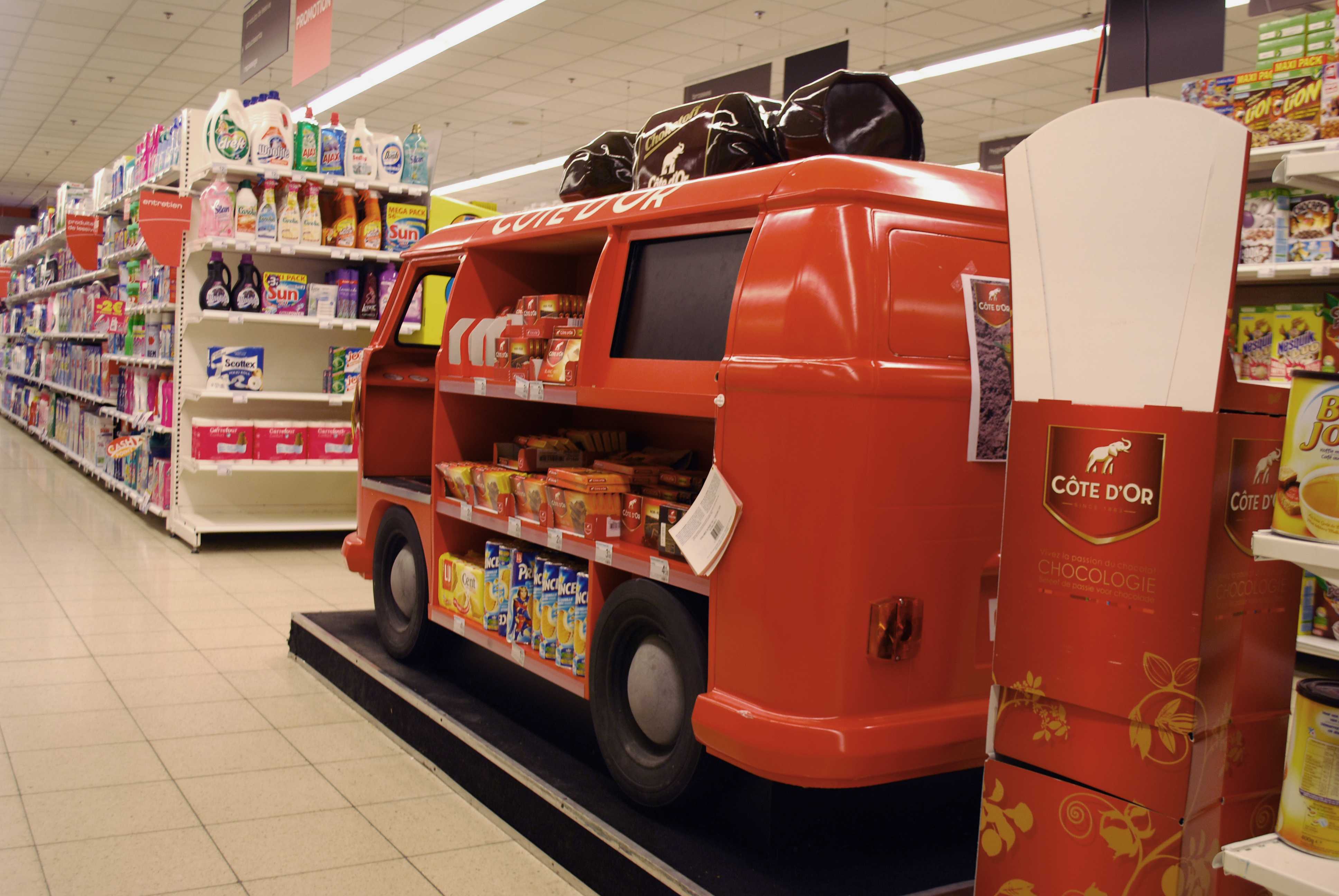
Display publicitari de xocolata amb el producte i amb fullets

Un display publicitari és un element emprat en publicitat d'una mida relativament petita que es col·loca sobre el taulell, l'aparador o sobre prestatges en el punt de venda. El display troba, doncs, el seu espai natural en el comerç minorista: farmàcies, rellotgeries, botigues de confecció, etc. Generalment està fabricat en cartró ondulat i imprès a offset amb acabats d'alta qualitat (stampings, relleus, etc.) A la part posterior, porta un peu o unes ales desplegables sobre les quals es recolza. Aquest tipus de display és una forma de publicitat en el punt de venda que actua com un venedor silenciós. En moltes ocasions, serveix de suport a campanyes publicitàries llançades en altres mitjans i, en tot cas, dona suport a la venda del producte. La botiga és on es decideixen la majoria de les compres i la missió del display és maximitzar-les. La seva localització i dimensions no donen peu a presentar grans argumentacions, de manera que es limita a incorporar una imatge clara i suggeridora acompanyada d'un eslògan o la marca comercial del producte.